# Эль-Хосейма
Эль-Хосе́йма (араб. الحسيمة‎, исп. Alhucemas) — город-порт на севере Марокко. Расположен у подножия хребта Эр-Риф, напротив испанского острова Алусемас. Административный центр региона Таза-Эль-Хосейма-Таунат. Население — 103 тыс. жителей (2004).
Эль-Хосейма — один из самых молодых городов Марокко. Основан испанцами в 1926 году под названием Вилья-Санхурхо. Название получил в честь генерала Хосе Санхурхо, который во время Рифской войны высадился на песчаном пляже Эль-Хосейма и объявил его владением испанской короны.
В течение первых десятилетий Санхурхо служил курортным центром Испанского Марокко. После передачи прибрежной зоны Марокко население Эль-Хосеймы осталось по большей части испаноязычным. Город сильно пострадал во время землетрясения 2004 года, которое унесло жизни 560-ти жителей города и окрестностей.